# Ksar (Nouakchott)
Pour les articles homonymes, voir Ksar.
Ksar, ou Le Ksar, est une commune urbaine de Mauritanie et un quartier (ou moughataa) de la ville de Nouakchott. 

## Géographie
Ksar est une commune qui se situe au nord de la capitale de la Mauritanie Nouakchott. 